# Durfort-et-Saint-Martin-de-Sossenac
Durfort-et-Saint-Martin-de-Sossenac település Franciaországban, Gard megyében. Lakosainak száma 757 fő (2022. január 1.). Durfort-et-Saint-Martin-de-Sossenac Conqueyrac, Fressac, Monoblet, Saint-Félix-de-Pallières, Saint-Jean-de-Crieulon, Saint-Nazaire-des-Gardies, Sauve és Tornac községekkel határos.

## Népesség
A település népességének változása:
| Lakosok száma | 454  | 388  | 492  | 645  | 726  | 689  | 685  | 728  | 750  | 757  |
|               | 1968 | 1982 | 1990 | 2006 | 2013 | 2015 | 2017 | 2019 | 2020 | 2022 |